# Lexus LF-X
Lexus LF-X (Lexus Future Crossover) – samochód koncepcyjny firmy Lexus, luksusowej marki koncernu Toyota, przedstawiony w 2003 r. na wystawie motoryzacyjnej Tokyo Motor Show.
Auto zaprojektowano, aby wypełnić lukę między średniej wielkości crossoverem Lexus RX, a sprzedawanym na rynkach Ameryki Północnej SUV-em Lexus GX. Pojazd, zbudowany na platformie sedana Lexus GS 430, wyposażono w wolnossący, benzynowy silnik V8 o mocy 300 KM.
W futurystycznej kabinie z wolantem zamiast kierownicy i panoramicznymi wyświetlaczami umieszczono trzy rzędy siedzeń, a tylne fotele zaopatrzono w ekrany systemu rozrywkowego.